# Солонин, Марк Семёнович
Марк Семёнович Соло́нин (Сало́нин) (род. 29 мая 1958, Куйбышев) — российский писатель, публицист, видеоблогер, исследователь истории Второй мировой войны. По образованию и первоначальному роду деятельности — авиационный инженер-конструктор.
Автор книг и статей, посвящённых истории Второй мировой войны, главным образом её началу. Работы Солонина по данной тематике развивают теорию Виктора Суворова, отвергающую устоявшиеся в науке взгляды на причины её возникновения. Поэтому историки относят произведения Солонина к жанру исторического ревизионизма:40.

## Биография
Родился 29 мая 1958 года в Куйбышеве. Отец Семён Маркович Солонин работал технологом на подшипниковом заводе, мать преподавала немецкий язык в институте. В 1975 году окончил школу с золотой медалью и поступил в Куйбышевский авиационный институт им. С. П. Королёва, по окончании которого работал в закрытом ОКБ.
Начал работать над темой Великой Отечественной войны с середины 1980-х годов. Книги Солонина изданы в Болгарии, Литве, Польше, России, Румынии, Словакии, Украине, Чехии и Эстонии.
В марте 2010 года подписал обращение российской оппозиции «Путин должен уйти».
В 2011 году принял участие в качестве соавтора сценария и действующего лица в работе над документальным телефильмом Алексея Пивоварова «22 июня. Роковые решения».
Солонин многократно приглашался в эфир программы «Цена Победы» на радиостанции «Эхо Москвы» (вышло в эфир 9 передач), радио «Свобода» (вышло пять больших интервью), он постоянно публикуется в еженедельнике «Военно-промышленный курьер» (с 2010 года это издание предоставило Солонину более 20 полос).
В 2009—2010 годах был приглашён для участия в научно-исторических конференциях в Таллине и Вильнюсе, выступал с лекциями в университетах Таллина, Вильнюса, Каунаса, Братиславы, Бостона (Гарвард) и Вашингтона
18 мая 2018 года был принят в состав российского Вольного исторического общества. 14 июня 2020 года Совет Вольного исторического общества, констатировав, что «недавние высказывания члена Вольного исторического общества Марка Семеновича Солонина, связанные с социальными процессами в США, не соответствуют прописанным в Уставе ВИО задачам „консолидации сообщества историков на основе норм профессиональной деятельности и этики“, а также „содействия гражданскому обществу в борьбе с манипуляциями исторической памятью и в усвоении взгляда на прошлое, адекватного научным представлениям“», выступил с предупреждением, «что продолжение им действий, противоречащих принципам ВИО, дискредитирующих ВИО в глазах профессионального сообщества и гражданского общества, сделает невозможным дальнейшее его пребывание в составе Вольного исторического общества». Основанием послужила заметка Солонина «Погром как зеркало», опубликованная им 8 июня 2020 года на своём сайте, где он, по мнению некоторых читателей, позволил себе антисемитские и расистские высказывания. В ответ Солонин заявил, что добровольно выходит из Вольного исторического общества.
С марта 2016 года жил и работал в Эстонии, где является совладельцем и главным конструктором фирмы Pyroheat OU.
В 2019 году переехал на Украину. С 2022 года стал жить в Киеве.
15 августа 2025 года Министерством юстиции России внесён в список физических лиц — «иностранных агентов».

## Реконструкция Солониным кампании 1941 года
…участие товарища Сталина в войне — это нечто подобное тому, что пьяный ханыга напился, в пьяном угаре поджег дом, потом проснулся, кинулся его тушить…
— Марк Солонин, 2011
Солонин строит свою реконструкцию кампании 1941 года и предшествующие ей замыслы сторон на основе первичных источников: мемуаров, фондов ЦАМО, сведений советской печати. Он подтверждает наличие наступательных планов, отражённых в трёх известных «Соображениях о развёртывании…», датированных 1940 и 1941 годами, но включает также четвёртый предполагаемый им советский план, действовавший с 1939 года. Солонин считает, что военные планы СССР базировались на политической составляющей: так, по июнь 1940 года, по его мнению, СССР готовился к кампании против Великобритании и Франции в союзе с Германией, но после разгрома Франции планы пришлось пересмотреть. Солонин пишет, что наступление РККА вплоть до весны 1941 года планировалось на август-сентябрь, но в последнем плане была сделана попытка передвинуть срок назад, на июль, в связи с нараставшей концентрацией немецких войск. По мнению Солонина, Сталин не рассматривал всерьёз угрозу нападения немцев 22 июня, поскольку сведения разведки давали гораздо большую общую численность вермахта, особенно танков и авиации. При таких условиях управления фронтов могли докладывать Ставке, что германские войска не готовы ещё к нападению.
Солонин ставит под сомнение традиционную для советской исторической науки и Виктора Суворова точку зрения, что 22 июня вермахт нанёс РККА уничтожающий удар. По оценке автора, танки и артиллерия с учётом темпа вторжения могли атаковать цели, расположенные не глубже нескольких десятков километров от границы СССР, тогда как многие дивизии РККА располагались вне этой зоны. Возможность сокрушительного воздушного удара по аэродромам он также отвергает, ссылаясь на низкую эффективность воздушных бомбардировок того времени, большое число советских аэродромов и относительную малочисленность люфтваффе. Также он ставит под сомнение сам факт внезапности удара, приводя многочисленные приказы о повышении боевой готовности в предвоенные дни. К тому же, самые крупные поражения Красной армии 1941 года — под Киевом и Вязьмой-Брянском — имели место далеко не в первый месяц войны. Эти свои тезисы он подтверждает ссылками на архивы потерь РККА, из которых видно постепенное таяние сил авиации, и необычайно малые потери убитыми. Марк Солонин описывает ситуацию в трёх словах: «Красная армия не воевала». Основной причиной разгрома РККА в 1941 году он считает панику и деморализацию.
Таким образом, реконструированная им история катастрофы отличается от таковой, например, Виктора Суворова. Из всех тезисов Суворова Марк Солонин использует лишь тезис о подготовке СССР к наступательной кампании против Германии. В 2010—2011 годах Солонин опубликовал двухтомное документальное исследование обстоятельств разгрома ВВС западных приграничных округов, где с использованием многих сотен архивных документов реконструирована картина первых дней войны в воздухе (издано под названиями «Новая хронология катастрофы» и «Другая хронология катастрофы»).
16 апреля 2011 года в эфире радиостанции Эхо Москвы Марк Солонин извинился перед своими читателями за указанное в его книге «На мирно спящих аэродромах…» количество боевых вылетов советской авиации в первые три месяца войны — 250 тысяч. Это число он взял из сборника «1941 год — уроки и выводы», написанного коллективом авторов под руководством доктора военных наук генерал-майора В. П. Неласова, и оно оказалось ошибочным. После знакомства с архивными документами Солонин указал, что примерно такое количество вылетов относится к периоду с 22 июня 1941 года по 22 июня 1942 года.

## Оценки

### Оценки в академической среде
Мнения академических историков, специализирующихся на тематике Великой Отечественной войны, о его работах отрицательны, вплоть до обвинений в фальсификаторстве.
Д. Саттон в своей докторской диссертации включил М. Солонина в число видных российских ревизионистов, которые, несмотря на то, что с окончанием холодной войны открылся путь к усилению консенсуса между взглядами англоязычных и русскоязычных исследователей, движутся в своём противоположном направлении.

#### Обвинения в фальсификациях и ошибках
Ю. А. Никифоров (к. и. н.) считает, что выводы Солонина никак нельзя подкрепить документальными доказательствами, так как таких документов не существует. Также Никифоров причисляет Солонина к числу тех, кто, ниспровергая «тоталитарные мифы», подхватил эстафету Виктора Суворова в конструировании «новой мифологии».
В. Н. Барышников (д. и. н.) определил М. Солонина как последователя В. Суворова, решившего превзойти своего «учителя», и прежде всего количеством издаваемых им книг. В своей рецензии на книгу Солонина «25 июня. Глупость или агрессия?» Барышников отметил, что не найдя никаких документов, «которые бы подтверждали его фантазии», Солонин привлёк и по своему истолковывал поверхностные архивные материалы, сделав из них «невероятные по силе выводы». Также, по словам Барышникова

Столь примитивное построение работы выглядело настолько нелепым, что это не могли не заметить не только исследователи профессионалы, но и рядовые читатели, которые откровенно стали обращать внимание Солонина на его весьма наивные подтасовки, которые могли быть рассчитаны лишь на абсолютно несведущего читателя.

При этом Барышников отметил, что, судя по самым нелепым ошибкам с самого начала его повествования, — «истории» как научного предмета, Солонин, в сущности, не знает. Барышников считает, что работы Солонина демонстрируют невежество, глупость, поверхностные суждения и некомпетентность автора.
Л. В. Алексеева (д. и. н.) относит М. Солонина к числу тех, у кого вопросы катастрофического начала ВОВ являются предметом спекуляций и у которых при этом прослеживаются «прямые подлоги, а также полуправда, то есть искажение фактов».
И. С. Огоновская (к. и. н.) на «III Международной научной конференции „Уроки Второй мировой войны и современность“» (1—4 сентября 2020, Южно-Сахалинск), назвав М. Солонина «историком-дилетантом» с авиационным образованием, отметила, что он «использует такие способы фальсификации, как искажение характеристик немецкой и советской военной техники, сравнение артиллерийских орудий различных классов, абсолютных цифр и процентов и др.»
Профессор Д. В. Гаврилов (д. и. н.) заявил что сочинения Солонина содержат много ошибок и фальсификаций.

#### Обвинения в «очернении» советской истории, политической предвзятости
Кандидат исторических наук Иосиф Тельман полагает, что Солонин «не владеет ни методологией истории, ни достаточными конкретно-историческими знаниями», «испытывая острый дефицит новых идей, да и идей вообще, Солонин не нашёл ничего лучшего чем встать на путь пускай не полной, но реабилитации нацистов. Вермахт у него предстает белым и пушистым, непричастным к преступлениям гитлеровцев». К числу самых рьяных фальсификаторов причислил Солонина руководитель Центра военной истории России Института российской истории РАН, доктор исторических наук Г. А. Куманёв, а также выпускник исторического факультета МПГУ, кандидат философских наук, научный сотрудник ИНИОН РАН С. А. Ермолаев.
Доктор исторических наук, профессор Д. В. Гаврилов свою критическую статью закончил так:

Законодателями в освещении исторических событий всё чаще выступают не профессиональные историки, а представители средств массовой информации (радио- и телеобозреватели, журналисты, публицисты, писатели), чаще всего случайно приобщившиеся к «модной» исторической теме. Голоса же историков-профессионалов, чьи труды издаются мизерными тиражами в несколько сот, в лучшем случае — в несколько тысяч экземпляров, тонут в потоке псевдоисторических книг, издаваемых тиражами в десятки и сотни тысяч, неисчислимых статей, радио- и телепередач, эхом которых и явился «исторический бестселлер» М. Солонина. Подобные сочинения по проблемам истории Великой Отечественной войны, в которых, создаётся впечатление, преследуется цель оправдать фашистскую агрессию против СССР, опорочить, а то и опровергнуть победу Советского Союза и подвиг советского народа в войне 1941—1945 гг., уместно приравнять к преступлению, заслуживающему уголовной ответственности. Отрадно, что об этом ведётся речь на государственном уровне.

С критикой концепции Солонина относительно невозможности полного разгрома советской авиации на земле выступил кандидат исторических наук А. В. Исаев. Доктор исторических наук, профессор кафедры отечественной истории новейшего времени Историко-архивного института РГГУ А. А. Киличенков оценил книгу Солонина «22 июня, или Когда началась Великая Отечественная война?» как «очередной коммерческий проект, продукт „коммерциализации истории“». Профессор даёт пояснение, почему успешен такой феномен фолк-хистори, как у Солонина:

Предельная мифологизация событий 1941—1945 гг., последовавшая в послевоенный период, вкупе с прямым сокрытием идеологически «неудобных» страниц войны, создала главную предпосылку вулканических потрясений поздней перестройки 1980-х гг. и ранней демократизации 1990-х гг. в оценках войны.

Старший научный сотрудник Центра гуманитарных исследований РИСИ, кандидат исторических наук Д. А. Мальцев причислил М. С. Солонина к «очернителям» истории Великой Отечественной войны и назвал некоторые утверждения Солонина «распространением сплетен, будто советские бойцы шли в бой под дулами пистолетов командиров и комиссаров, под прицелом загрядотрядов».
Б. А. Ручкин (д. и. н.) констатировал, что после появления на массовом книжном рынке «Ледокола» В. Суворова «на головы современников начал выливаться поток исторического фальсификата, „чёрных мифов“» за авторством либеральных исследователей, среди которых М. Солонин, демонстрирующий «высокого уровня дезинформацию, лживость». Последнего он назвал «главным современным „классиком“» мифа о том, что в 1941 году Красная армия, которую Солонин назвал «огромной вооружённой толпой», не воевала, так как не хотела умирать за «сталинский режим».
И. П. Каменецкий (к. и. н.) и В. Л. Разгонов отмечают, что М. Солонину присуща та же тенденциозность выводов и избирательность при отборе фактов, что и Суворову. Также они обращают внимание, на то, что

При прочтении этой книги невольно обращают на себя внимание хлёсткие, нередко оскорбительные выражения в отношении не только Сталина, военного руководства, но и своего народа, которыми автор стремится усилить свои «веские» доводы и умозрительные заключения.

По их оценке, Солонин не стесняясь в выражениях писал, что Сталин управлял страной «нищих и людоедов» и что он «собирался всадить топор в спину Гитлера»; «поднятое к вершинам власти быдло — без чести, без веры, без стыда и совести» и т. п.
В книге М. Солонина «Июнь 41-го. Окончательный диагноз», В. А. Борисов (к. и. н.) и С. С. Синютин (к. и. н.) увидели попытку её автора «сделать логичными и обоснованными мифы о том, что причина больших потерь в начальных операциях войны — низкий боевой дух красноармейцев; что Красная армия — толпа жестоких варваров, не умеющих воевать; у которой было бездарное командование и др.».
Но все рассуждения Солонина, по мнению Борисова и Синютина, не имеют никакого отношения к реальному положению дел на фронтах ВОВ.
Ю. Б. Рипенко (к. воен. н.) относит М. Солонина к числу любителей «исторических сенсаций» и «мифотворцев», у которых обычная практика планирования оборонительных операций расценивается как подготовка к агрессии СССР против Германии.
По мнению Н. Е. Копосова, российский ревизионизм за авторством Суворова и Солонина был до некоторой степени схож с недавней американской критикой концепции «Правильной войны» (см. книгу С. Теркела «The Good War»), с одним лишь важным отличием, что оценка ими СССР как агрессора не повлекла за собой реабилитации нацизма.
Е. С. Сенявская (д. и. н.) относит М. Солонина к числу авторов околонаучной псевдоисторической публицистики либерального течения в современной российской историографии.
В. Д. Камынин (д. и. н.) привёл в пример М. Солонина, как одного из авторов исторической публицистики, которые, используя опубликованные в постсоветский период различными издательствами документы и эмигрантскую литературу либерального толка, пытаются изложить «сенсационные факты».

### Публицистические оценки
Положительные
Кандидат философских наук А. В. Гадеев считает, что в книге «22 июня, или Когда началась Великая Отечественная война?» Марк Солонин «даёт объективную, глубоко аргументированную трактовку хода военных событий».
Экс-мэр Москвы Гавриил Попов сказал в интервью «Радио Свобода», что у нас <в СССР> были три войны, а не одна. Первую, в ходе которой за несколько месяцев была уничтожена сталинская армия вторжения, описывают «замечательные книги Марка Солонина, основанные на тщательном анализе архивных материалов и воспоминаниях участников». Вторая война, собственно Отечественная, когда патриотизм народа стал главной идеологической силой, противостоящей вторжению. На смену уничтоженной кадровой армии пришла другая, народная. Это была война, в которой наш народ одержал великую победу. Перед Москвой, Ленинградом и Сталинградом нашествие было повёрнуто вспять. И после началась третья война, которую власти хотят отрицать или исказить. Она соединила наступательный порыв против фашизма с наступательной войной, запланированной Сталиным и советской бюрократией, и направленной на установление коммунистических режимов во всём регионе. Национальная, справедливая, освободительная война превратилась в агрессивную.
Журналист и писатель Юлия Латынина в 2010 году в эфире радиостанции «Эхо Москвы» заявила: «Я считаю, что в России существует два великих военных историка в XX—XXI веке. Это Виктор Суворов и Марк Солонин».
Обозреватель литературного журнала «Звезда» С. Лурье высоко отозвался о «попытке Солонина развенчать накопившееся за полвека» «специальное Военное Враньё». По его мнению, «Солонина ненавидят особенно сильно. Потому что пишет ярко, с интонациями живого человека, и при этом до занудства неопровержим».
В издании «Пушкин. Русский журнал о книгах» сотрудник Института всеобщей истории РАН, специалист по Средневековью Игорь Дубровский заявил: «книги Солонина о поражениях Красной Армии в первые дни и недели Великой Отечественной войны стали для меня одним из самых запоминающихся книжных открытий последнего времени». Однако научный сотрудник ИНИОН РАН Сергей Ермолаев позитивную рецензию Дубровского назвал «нелепостью», приведя подробный анализ выводов Солонина.
В «Ежедневном журнале» положительно оценил работу Марка Солонина «22 июня, или Когда началась Великая Отечественная война?» публицист и психолог Л. А. Радзиховский.
По мнению журналиста Дмитрия Захарова, особую ценность книге Марка Солонина «22 июня…» придают ссылки на источники: «вся статистика имеет свою библиографию».
По мнению литератора Михаила Веллера, Марк Солонин «предельно дотошен, педантичен и въедлив»: из его книги «22 июня…» можно узнать о том, что в 1941 году «власти были растерянны, армия деморализована, партийное и энкавэдешное руководство драпало в тыл».
Виктор Суворов, известный работами в той же области исторического ревизионизма, что и Солонин, оценил его работы как «научный подвиг» и «золотой кирпич в фундамент той истории войны, которая когда-то будет написана». О книге Марка Солонина «22 июня…» Резун в интервью израильскому радио отозвался так: «Когда я читал его книгу, я понимал чувства Сальери. У меня текли слёзы — я думал: отчего же я вот до этого не дошёл?.. Мне кажется, что Марк Солонин совершил научный подвиг…».
Отрицательные
Крайне негативно оценивал построения Солонина маршал Дмитрий Язов. По его мнению, Солониным движет стремление «очернить победу» и «принизить подвиг народа». С. Кремлёв отмечал, что по сути у него прослеживается «исторический подлог». Писатель-фронтовик Владимир Бушин в своей книге «И всё им неймётся!» подробно опроверг утверждения Солонина об истории войны, а самого Солонина охарактеризовал так: «Но самое-то главное в этом человеке даже не редкостное невежество, а всепроникающая ненависть. Он смотрит на родину глазами недобитого фрица. И ненавидит не только Советскую власть, советских людей, наших военачальников, но даже и наше оружие».

## Книги
- 2004 — Бочка и обручи, или когда началась Великая Отечественная война? — Дрогобыч: Видавнича фірма «Відродження», 2004. — 448 с., ил.  ISBN 966-538-147-4
- 2006 — «На мирно спящих аэродромах…» — М.: Яуза, Эксмо, 2006. ISBN 5-699-15695-X
- 2007 — 22 июня, или Когда началась Великая Отечественная война? — М.: Яуза, Эксмо, 2007. ISBN 5-699-15196-6
- 2007 — 23 июня: «„День М“ — М.: Яуза, Эксмо. 2007 ISBN 978-5-699-22304-6
- 2008 — 25 июня. Глупость или агрессия? — М.: Яуза, Эксмо, 2008. ISBN 978-5-699-25300-5
- 2008 — Мозгоимение. Фальшивая история Великой войны — М.: Яуза, Эксмо, 2008. ISBN 978-5-699-28327-9
- 2008 — 22 июня. Анатомия катастрофы. 2-е изд., перераб. и испр. — М.: Яуза, Эксмо. 2008. ISBN 978-5-699-30295-6
- 2009 — Разгром 1941. На мирно спящих аэродромах, изд. 2, перераб. и допол. (М): „Яуза-ЭКСМО“, 2009. ISBN 978-5-699-37348-2
- 2009 — СССР-Финляндия: от мирного договора к войне. В сборнике „Überfall auf Europa. Plante die Sowjetunion 1941 einen Angriffskrieg?“, Pour le Merite, 2009, ISBN 978-3-932381-53-9
- 2010 — Нет блага на войне». Сборник статей — М.: Яуза-Пресс, 2010. ISBN 978-5-9955-0169-5
- 2011 — «Три плана товарища Сталина». В сборнике «Die Rote Walze», Pour le Merite, 2011, ISBN 978-3-932381-60-7
- 2011 — Новая хронология катастрофы — М.: Яуза, Эксмо, 2011. ISBN 978-5-699-45022-0
- 2011 — Другая хронология катастрофы — М.: Яуза, Эксмо, 2011. 384 с., ил., Серия «Великая Отечественная: неизвестная война», 4 000 экз., ISBN 978-5-699-51036-8
- 2012 — «Дурман-трава». В сборнике Анти-Мединский: Псевдоистория Второй Мировой: Новые мифы Кремля. — М.: Яуза-пресс, 2012.
- 2013 — Июнь 41-го. Окончательный диагноз. — М.: Яуза, Эксмо, 2013, 574 с. ISBN 978-5-699-67335-3
- 2019 — Как Советский Союз победил в войне. — М.: Яуза, 2019, 260 с. ISBN 978-5-00-155012-9
- 2023 — После хорошей войны. — М.: Яуза, 2023, 288 с. ISBN 978-5-9955-1121-2